# Bernhard Wosylus
Bernhard Wosylus (født 4. juli 1906 i Aalborg, død 20. november 1944 i Buchenwald) var en dansk politimand og bryder i "AK Jyden" frem til 1933, derefter i "Thor".
Bernhard Wosylus var dansk mester i brydning 1929, 1930, 1931, 1932, 1933 og 1936 samt jysk mester 1928, 1929, 1931, 1932, 1933 1934, 1935 og 1936. Han var to gange på landsholdet mod Tyskland.
Bernhard Wosylus var oprindelig uddannet maskinarbejder. Han blev i 1935 ansat ved Aalborg kommunale Politi og til sidst hos Rigspolitiet, hvor han blev udnævnt til overbetjent i 1943. Han var en af dem, der ikke nåede at slippe væk, da det danske politi blev taget af tyskerne, og var derfor blandt de 1.960 danske politifolk, der blev arresteret 19. september 1944 og overført til den tyske koncentrationslejr Buchenwald 29. september eller 5. oktober, hvor den umenneskelige behandling gjorde ham så syg, at han døde 20. november 1944. Han var en af de seks betjente fra Aalborg Politi, der ikke kom hjem i live efter opholdet i tysk koncentrationslejre. Han er begravet på Almen Kirkegård i Aalborg.